# Assault in the Ring
Assault in the Ring, originalmente lançado como Cornered: A Life in the Ring, é um documentário americano, produzido pela HBO em 2009.
Este documentário conta a história da polêmica luta de boxe entre os médio-ligeiros Billy Collins Jr. e Luis Resto, ocorrida no dia 16 de Junho de 1983.

## A Luta
Para essa luta que aconteceu no Madison Square Garden, Luis e seu treinador (Carlos "Panama" Lewis) substituiram todo o enchimento de espuma de suas luvas por uma camada de argamassa. Billy Collins Jr. aguentou 10 assaltos, mas acabou a luta todo deformado e teve a carreira abreviada, por conta de uma séria lesão nos olhos. Luis e seu treinador foram presos sobre a acusação de tentativa de assassinato. Sua sentença final descreveu “assalto, conspiração e posse de arma mortal (pelos punhos)”.
Durante décadas Resto e Lewis se disseram inocentes. Eles imputavam a culpa pelas irregularidades a um de seus assistentes, de nome Art Curley. Contudo, neste documentário, o pugilista finalmente confessa que ele e seu treinador tinham conhecimento da falcatrua.
Ainda neste documentário, descobre-se que Panama usava de outros artifícios para favorecer seu pupilos, como diluir remédios contra asma em água para dar mais resistência a seus atletas nas lutas.

## Prêmios e Indicações
| Ano  | Prêmio      | Categoria                        | Resultado | Ref.  |
| ---- | ----------- | -------------------------------- | --------- | ----- |
| 2010 | Emmy Awards | "Outstanding Sports Documentary" | Venceu    | [ 1 ] |